# Spoorlijn Utrecht - Kampen
De Centraalspoorweg is de spoorlijn van station Utrecht Centraal naar station Kampen, via station Amersfoort Centraal en station Zwolle. De spoorlijn is in de jaren 1860 aangelegd door de Nederlandsche Centraal-Spoorweg-Maatschappij (NCS) en vormt de kortste spoorwegverbinding tussen de Randstad en Noord-Nederland. Het gedeelte tussen Amersfoort en Zwolle staat ook wel bekend als Veluwelijn en het gedeelte tussen Zwolle en Kampen wordt ook wel het Kamperlijntje genoemd.

## Geschiedenis

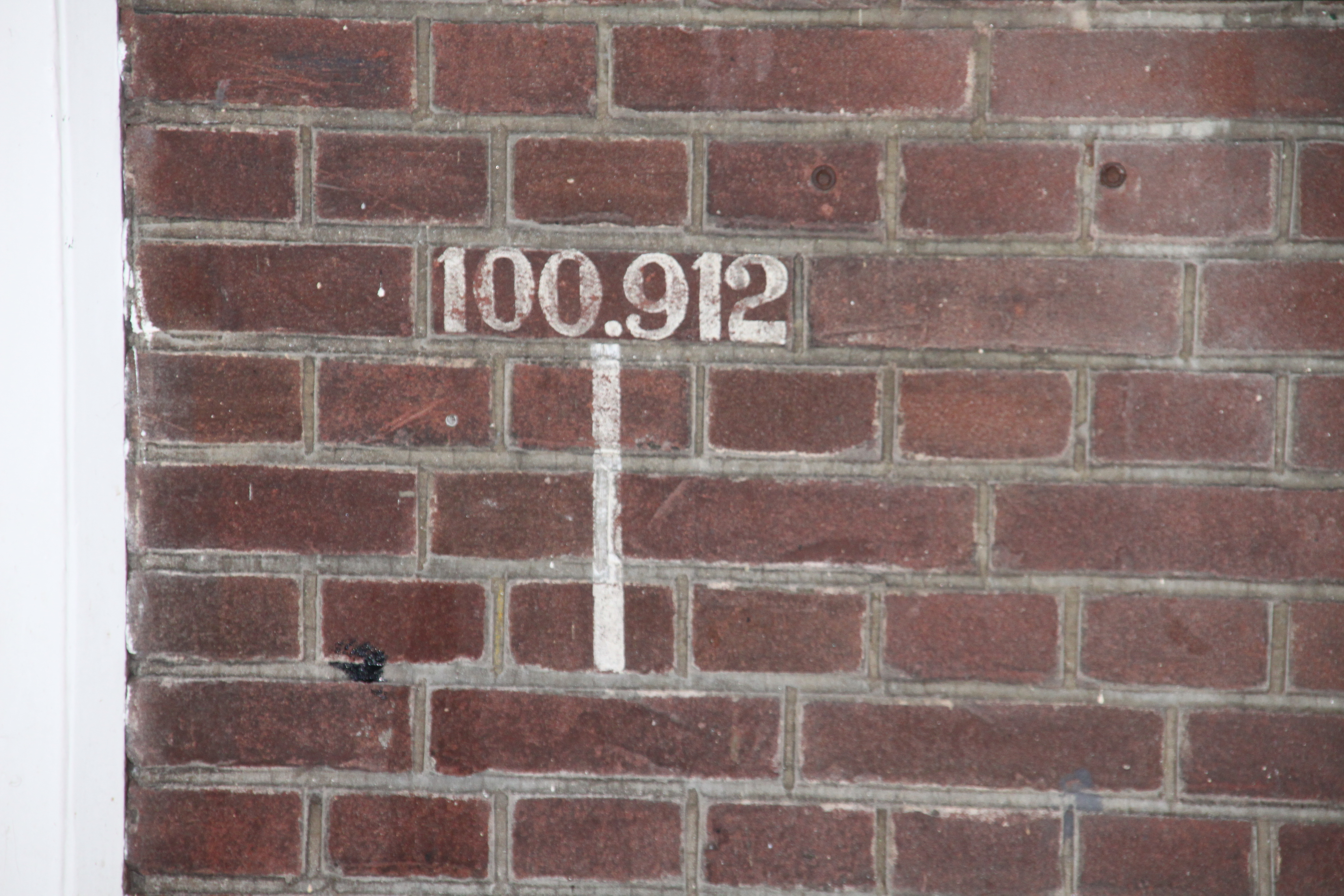
Op de muur van het stationsgebouw van Kampen staat nog steeds de kilometrering van de Centraalspoorweg aangegeven.

Het traject Utrecht – Amersfoort – Hattemerbroek werd geopend op 20 augustus 1863. Bijna een jaar later was de bouw van de IJsselbrug bij Hattem gereed en werd de spoorlijn doorgetrokken naar Zwolle. Op 6 juni 1864 werd het traject officieel in gebruik genomen. Het resterende traject Zwolle – Kampen volgde op 11 mei 1865. De kosten voor de aanleg van het laatste gedeelte werden deels gedragen door de NCS en deels door de gemeente Kampen. De gemeente Kampen legde circa ƒ 300 000 in. Voor deze gigantische som geld, die bijna de helft van de investeringen dekte, werd er anderzijds afgesproken dat de treinen uit Utrecht altijd door zouden lopen naar Kampen. Dit leverde in de praktijk problemen op, doordat men vanwege de indeling op het station Zwolle kop zou moeten maken. Dit was niet vreemd voor station Zwolle, tot de samenvoeging van de Staatsspoorwegen en de NCS was het een dubbel kopstation, voor de richtingen station Kampen - station Utrecht Centraal en station Arnhem Centraal - station Leeuwarden. Al snel werd de lijn gesplitst in een apart gedeelte Kampen – Zwolle en Zwolle – Utrecht.
In 1919 nam de Maatschappij tot Exploitatie van Staatsspoorwegen de exploitatie van de NCS over. De SS was twee jaar daarvoor al een belangengemeenschap met de HSM aangegaan. De NCS ging in 1934 geheel op in de Nederlandse Spoorwegen.
Het traject Utrecht – Amersfoort werd in 1942 geëlektrificeerd. Tien jaar later was ook het traject Amersfoort – Zwolle met elektrisch materieel berijdbaar. Het traject Zwolle – Kampen werd niet geëlektrificeerd en bleef een los lijntje met dieseltractie.
In de jaren tachtig en negentig zijn tussen Utrecht Centraal en Blauwkapel en tussen Amersfoort en de aansluiting met Amersfoort spoorverdubbelingen gerealiseerd. Beide projecten kwamen uit het slechts beperkt uitgevoerde Rail 21-plan van de Nederlandse Spoorwegen. De projecten werden tussen 1988 tot 1998 in fasen gerealiseerd. Het doel was de knelpunten in de verbinding Utrecht – Amersfoort voor zowel intercityverkeer als overige treindiensten ongedaan te maken. Beide trajecten zijn hierbij viersporig gemaakt. Verder werden er diverse ongelijkvloerse kruisingen en twee fly-overs gebouwd. Door deze fly-overs kan het reguliere treinverkeer bij Blauwkapel en Amersfoort Aansluiting zonder gelijkvloerse kruisingen worden afgewikkeld.
Bijzonder aan de spoorlijn is de "knik" die even voor station Harderwijk in de lijn ligt. Dit is een van de scherpste bochten in het Nederlandse spoorwegnet (zie ook het kaartje bij het artikel).

### Stations en gebouwen
Langs de spoorlijn heeft de NCS een aantal standaardstations gebouwd van architect Nicolaas Kamperdijk. Net als bij de meeste andere spoorwegmaatschappijen zijn deze stations verdeeld in een aantal klassen. De stationsgebouwen van Amersfoort, Nijkerk, Harderwijk en Kampen zijn van het standaardtype 1e klasse. Soestduinen en Elburg-Epe (later 't Harde) kregen stationsgebouwen van het type 2e klasse. Standaardstations van het type 3e klasse werden gebouwd in Putten, Nunspeet en Hattemerbroek. In Hulshorst en Bilthoven werd een nog kleiner ontwerp stationsgebouw neergezet. In Utrecht maakte de NCS gebruik van het station van de NRS en in Zwolle vanaf 1868 van het station van de Staatsspoorwegen. Tot dat jaar werd gebruikgemaakt van een tijdelijk station. Dit station bleef tot 1873 in gebruik voor goederenvervoer. Later werd op deze plek het postperron gerealiseerd.
Ten noorden van Nunspeet was van 1878-1935 een goederenhalte bij Kijkuit ten behoeve van het zogeheten Jurriaanse-spoor, een smalspoorlijntje voor de houtbouw tot aan Nieuw-Soerel.
In Bilthoven, Ermelo en Nunspeet werd rond het begin van de 20e eeuw het station verbouwd tot eilandstation. Het oorspronkelijke stationsgebouw werd hierbij vervangen door een perrongebouw. De halte Den Dolder, die in 1895 is geopend, kreeg in die periode een soortgelijk eilandstation. Het NCS station van Amersfoort werd gesloten in 1904. De treinen van alle maatschappijen stopten hier voortaan bij één gezamenlijk station. In 1911 werd het stationsgebouw van Kampen vervangen. Ten slotte werd in 1929 het stationsgebouw van Putten vervangen door een nieuw gebouw.
Na de Tweede Wereldoorlog werd het station Hattemerbroek gesloten. Station Wezep kreeg tien jaar later, in 1955, voor het eerst sinds de opening in 1863 een echt stationsgebouw. Dit gebouw werd in 2002 alweer gesloopt. Ook de halte Zwolle Veerallee kreeg in 1959 voor het eerst een echt stationsgebouwtje. Het station was tot 1970 in gebruik. Het gebouw werd 30 jaar later gesloopt. Later worden opnieuw enkele oude NCS-stationsgebouwen vervangen door nieuwbouw: 't Harde kreeg in 1979 een eenvoudig nieuw stationsgebouw, Harderwijk volgde drie jaar later. Hier werd een groter gebouw neergezet en bleef de historische overkapping bewaard. In Amersfoort werd in 1997 het bijna 100 jaar oude stationsgebouw vervangen.
Ook werden er na de oorlog drie voorstadhaltes langs de Centraalspoorweg geopend: Utrecht Overvecht in 1968, Amersfoort Schothorst in 1987 en Amersfoort Vathorst in 2006. In dezelfde periode zijn twee stations gesloten. In 1987 werd station Hulshorst gesloten om de bediening van het nieuwe station Amersfoort Schothorst mogelijk te maken. En in 1998 werd, vanwege een nieuwe opzet van de dienstregeling tussen Utrecht en Amersfoort, station Soestduinen gesloten.
Van de oorspronkelijke stationsgebouwen van de NCS zijn alleen de gebouwen in Soestduinen, Amersfoort, Nijkerk en Hulshorst bewaard gebleven. Hierbij is het station van Nijkerk het enige waar nog treinen stoppen.

### Elektrificatie
De eerste plannen tot elektrificatie van deze spoorlijn dateren uit het begin van de twintigste eeuw. Doordat het reizigersvervoer op korte verbindingen steeds meer concurrentie van bussen begon te krijgen, maakte de NCS in 1914 plannen om het traject tussen Zwolle en Kampen te elektrificeren ter vereenvoudiging van de exploitatie. Omdat bij een stoomtrein vier man personeel nodig waren, kan bij elektrische tractie met twee man personeel worden volstaan. Door het uitbreken van de Eerste Wereldoorlog werden deze plannen uitgesteld. Nadat de techniek van verbrandingsmotoren bedrijfszekerder werd, werden de elektrificatieplannen geannuleerd ter faveure van motortractie. Vanaf de winterdienst van 1923/1924 werd tussen Zwolle en Kampen als eerste traject bij de NS motortractie door middel van omBC en omC motorrijtuigen ingevoerd.
Met de elektrificatie van het Middennet in het begin van de jaren 1940 werd het traject tussen Utrecht en Amersfoort in 1942 geëlektrificeerd. Na de Tweede Wereldoorlog volgde het traject tussen Amersfoort en Zwolle in 1952. Het traject tussen Zwolle en Kampen bleef een diesellijn. In 2017 werd de spoorlijn Zwolle – Kampen alsnog geëlektrificeerd.

## Dienstregeling
Toen de gehele spoorlijn Utrecht – Kampen in 1865 gereed was, bereden alle treinen het gehele traject. Hierbij moest dus altijd kop gemaakt worden in Zwolle. Vanaf 1872 mochten de treinen van de NCS echter ook over Staatslijn A van SS doorrijden naar het noorden. Hierdoor gingen steeds meer treinen tussen Utrecht en Zwolle van en naar Groningen en Leeuwarden rijden. Door samenwerking met de NRS kwamen er in 1884 doorgaande sneltreinverbindingen tussen Amsterdam/Rotterdam/Den Haag via de Centraalspoorweg naar Groningen en Leeuwarden. In de meeste doorgaande treinen reden rijtuigen van en naar Kampen mee. Daarnaast reden er echter steeds meer aparte treinen tussen beide Hanzesteden. In 1892 reed de laatste reguliere rechtstreekse reizigerstrein over de gehele Centraalspoorweg.

### Spoorslag '70
De opzet van de dienstregeling over de Centraalspoorweg met doorgaande sneltreinen tussen de Randstad en Groningen/Leeuwarden, stoptreinen tussen Zwolle en Utrecht en aparte treinen op het Kamperlijntje bleef decennialang bestaan. Met de invoering van het nieuwe dienstregelingsconcept Spoorslag '70 werden de doorgaande sneltreinen intercity's en ontstonden er consequente verbindingen en verbeterde aansluitingen. De intercity's tussen het noorden en de Randstad reden hierbij eenmaal per uur naar Amsterdam en met dezelfde frequentie naar Rotterdam en Den Haag. Hierbij reed de intercity uit Enschede juist naar de andere eindbestemming. In Amersfoort werd een cross-platform-overstap aangeboden, waardoor er min of meer een consequente halfuursdienst tussen het noorden en oosten van het land enerzijds en de grote steden in de Randstad anderzijds ontstond. De meeste treinen uit Groningen en Leeuwarden reden vanaf Zwolle gekoppeld. De dienst werd dan ook vrijwel geheel uitgevoerd door treinstellen. Tussen 1970 en eind jaren 80 door het materieel '54 en vanaf halverwege de jaren 80 door Koplopers. Dit materieel is min of meer ontwikkeld voor deze verbindingen. Omdat gedeeltes van het traject gekoppeld wordt gereden, werd het nu ook mogelijk om binnen in de trein over te stappen. Behalve reizigers konden nu ook catering en conducteurs tijdens de rit van treinstel wisselen. De doorloopkoppen worden overigens vanaf 31 oktober 2005 niet meer gebruikt.
De stoptreinen tussen Zwolle en Amersfoort reden na het invoeren van de nieuwe dienstregeling in 1970 het ene halfuur door naar Utrecht en het andere halfuur naar Amsterdam. Deze opzet werd al binnen enkele jaren gewijzigd in consequente halfuursdienst tussen Zwolle en Utrecht. Op het Kamperlijntje wordt vanaf 1970 ook voornamelijk een halfuursdienst gereden.

### IC '90
Door de invoering van de OV-studentenkaart in 1991 ontstond een grote reizigersgroei. Om deze groei enigszins op te vangen werden in de zomer van dat jaar de zogenaamde IC '90-treinen ingevoerd. Dit betekende dat er voor het eerst in de twintig jaar na het invoeren van het intercitynet, twee geheel nieuwe intercityverbindingen bij kwamen. De treinen reden voornamelijk in de spits en op zondagavond. De verbindingen werden ingevoerd tussen Nijmegen en Den Haag/Rotterdam en tussen Zwolle en Eindhoven. Voor de Centraalspoorweg betekende dit vrijwel geen extra treinen. De IC '90 kwamen vooral te rijden op de tijden dat de treinen van en naar Leeuwarden en Groningen niet gekoppeld reden omdat deze treinen anders te lang zouden zijn. Wel nieuw was de stop van de meeste IC '90-treinen in Harderwijk. Bijzonder aan de intercity's tussen Zwolle en Eindhoven was dat de meeste treinen begin- en eindpunten hadden als Weert, Roermond, Maastricht, Horst-Sevenum, Groningen en Leeuwarden. Eén trein begon zelfs in Nunspeet. De treindiensten veranderden bij elke nieuwe dienstregeling en in 1996 werd besloten om de deze spitsdienst te veranderen in Eindhoven – Amsterdam. Op de Centraalspoorweg werd de oude situatie van voor 1991 hersteld.
Vanaf 1998 rijden de stoptreinen Zwolle – Utrecht tussen Amersfoort en Utrecht als sneltrein. Ter compensatie werd de stoptreindienst tussen Ede-Wageningen en Amersfoort doorgetrokken naar Utrecht.

### Dienstregeling 2007
Met het invoeren van de nieuwe dienstregeling in 2007 werden in Nederland veel treindiensten gewijzigd. De opzet van de intercitydiensten op de Centraalspoorweg bleef echter grotendeels onveranderd, al reden steeds meer intercity's niet langer gekoppeld. Tussen Amersfoort Schothorst en Rotterdam Centraal rijdt sinds 2007 elk half uur een nieuwe intercitydienst. Belangrijkste reden om door te rijden naar Schothorst is de beperkte keermogelijkheid op het Amersfoortse hoofdstation. De stoptreinen Zwolle – Utrecht stoppen sinds 2007 weer op alle stations. Vanaf de nieuwe dienstregeling 2008 rijden de stoptreinen tussen Amersfoort en Amsterdam (en verder) van en naar Amersfoort Vathorst. Tussen Zwolle en Kampen rijdt ten slotte nog altijd elk halfuur een pendeltrein (het Kamperlijntje).

### Dienstregeling 2013
Met het ingaan van de dienstregeling 2013 op 9 december 2012 werd de lijnvoering van de intercitytreinen naar Noord-Nederland aangepast. De intercitytreinen tussen Den Haag en Groningen/Leeuwarden rijden voortaan via de Hanzelijn, waarbij de route via Gouda en Utrecht vervangen wordt door een route via Leiden en Amsterdam. De intercity's uit Rotterdam blijven via Utrecht rijden. De beide treindiensten bieden een cross-platform-overstap op elkaar te Zwolle.

### Huidige dienstregeling
In de dienstregeling 2025 wordt de Centraalspoorweg bediend door de volgende treindiensten:
| Serie            | Treinsoort            | Route | Bijzonderheden |
| ---------------- | --------------------- | --- | --- |
| 500              | Intercity (NS)        | Den Haag Centraal – Gouda – Utrecht Centraal – Amersfoort Centraal – Zwolle – Assen – Groningen                                         | |
| 600              | Intercity (NS)        | Leeuwarden – Meppel – Zwolle – Amersfoort Centraal – Utrecht Centraal – Gouda – Den Haag Centraal                                       | |
| 700              | Intercity (NS)        | Schiphol Airport – Amsterdam Zuid – Almere Centrum – Lelystad Centrum – Zwolle – Assen – Groningen                                      | Vormt tussen Schiphol Airport en Zwolle een halfuurdienst met serie 800. Vormt tussen Zwolle en Groningen een halfuurdienst met serie 500. Sommige treinen tussen Zwolle en Groningen stoppen op alle stations. (alleen 's morgens vroeg en 's avonds laat) |
| 800              | Intercity (NS)        | Schiphol Airport – Amsterdam Zuid – Almere Centrum – Lelystad Centrum – Zwolle – Meppel – Leeuwarden                                    | Vormt een halfuurdienst tussen Schiphol Airport en Zwolle met serie 700 en tussen Zwolle en Leeuwarden met serie 600. Sommige treinen tussen Zwolle en Leeuwarden stoppen op alle stations. (alleen 's morgens vroeg en 's avonds laat).                    |
| 1700             | Intercity (NS)        | Den Haag Centraal – Gouda – Utrecht Centraal – Amersfoort Centraal – Apeldoorn – Deventer – Almelo – Hengelo – Enschede                 | Rijdt na 20:00 uur tussen Enschede en Utrecht Centraal en rijdt dan vanaf Utrecht Centraal door als Intercity 2800 naar Rotterdam Centraal. |
| 1800             | Intercity direct (NS) | Breda – Rotterdam Centraal – Schiphol Airport – Amsterdam Zuid – Duivendrecht – Hilversum – Amersfoort Centraal – Amersfoort Schothorst | Via HSL. Rijdt na circa 20:00, op zaterdagochtend tot 9:00 en op zondagochtend tot 9:30 niet tussen Breda en Rotterdam Centraal. |
| 4900             | Sprinter (NS)         | Utrecht Centraal – Hilversum – Almere Centrum                                                                                           | Stopt niet in Hilversum Media Park en Bussum Zuid. Stopt van maandag t/m vrijdag tussen circa 6:30 en 20:00 uur, op zaterdag tussen circa 10:00 en 20:00 uur en op zondag tussen circa 11:00 en 20:00 uur niet te Hollandsche Rading.                       |
| 5300             | Sprinter (NS)         | Amersfoort Centraal – Nijkerk – Harderwijk                                                                                              | Rijdt alleen tijdens de spits van maandag t/m donderdag. Rijdt alleen in de spits richting. Stopt niet in Amersfoort Schothorst, Amersfoort Vathorst, Putten en Ermelo.                                                                                     |
| 5500             | Sprinter (NS)         | Utrecht Centraal – Den Dolder – Baarn                                                                                                   | Rijdt 's avonds en in het weekend 1x per uur. |
| 5600             | Sprinter (NS)         | Utrecht Centraal – Utrecht Overvecht – Amersfoort Centraal – Zwolle                                                                     | |
| 5700             | Sprinter (NS)         | Utrecht Centraal – Hilversum – Weesp – Amsterdam Zuid – Schiphol Airport – Hoofddorp – Leiden Centraal                                  | Rijdt niet na 20:00 uur. Rijdt vrijdag en in het weekend niet tussen Hoofddorp en Leiden Centraal. |
| 5800             | Sprinter (NS)         | Amersfoort Vathorst – Amersfoort Centraal – Hilversum – Weesp – Amsterdam Centraal                                                      | Rijdt in de vroege ochtend en na 22:30 uur niet tussen Amersfoort Vathorst en Amersfoort Centraal. |
| 8500 RS 22       | Sprinter (Keolis)     | Zwolle – Zwolle Stadshagen – Kampen | Onderdeel van Blauwnet |
| 9000             | Sprinter (NS)         | Leeuwarden – Meppel – Zwolle – Lelystad Centrum                                                                                         | Rijdt na 20:00 uur en in het weekend 1x/uur tussen Leeuwarden en Zwolle. Rijdt na 21:00 uur 1x/uur op het hele traject. |
| 21440            | Intercity (NS)        | Utrecht Centraal – Amersfoort Centraal                                                                                                  | Nachtnet. Rijdt alleen in de nachten volgend op vrijdag en zaterdag. |
| 28300            | Sprinter (NS)         | Utrecht Centraal – Utrecht Overvecht – Utrecht Maliebaan                                                                                | Trein naar het Spoorwegmuseum, alleen als dit open is (niet op maandag, behalve tijdens de schoolvakanties) |
| Nachttrein 32740 | Nachttrein (Arriva)   | Zwolle – Lelystad Centrum – Almere Centrum – Amsterdam Centraal – Schiphol Airport                                                      | Rijdt alleen in de nachten van vrijdag op zaterdag en zaterdag op zondag. |
| Nachttrein 32780 | Nachttrein (Arriva)   | Groningen – Assen – Zwolle – Lelystad Centrum – Almere Centrum – Amsterdam Centraal – Schiphol Airport                                  | Rijdt alleen in de nacht van vrijdag op zaterdag. |

## Toekomst
De spoorlijn zal door het project Randstadspoor meer van regionaal belang worden. Hierdoor gaan er frequenter sprinters rijden tussen Utrecht, Amersfoort en Harderwijk.

## Materieelinzet
In 1938 werd het het zogenaamde Middennet geëlektrificeerd en verschoof het moderne dieselelektrische stroomlijnmaterieel uit 1934 door naar de lange-afstandsverbindingen tussen de Randstad en het noorden en oosten van het land. De DE 3 treinstellen bleven ook na de elektrificatie van spoorlijn Utrecht – Amersfoort in 1942, de doorgaande treinen rijden. De treinstellen reden nog tot het begin van de jaren 50 de sneltreinen naar Leeuwarden, Groningen en Enschede. Tussen Utrecht en Amersfoort kwam dan ook het vooroorlogse Blokkendoosmaterieel en het elektrische stroomlijnmaterieel, Materieel 36 en Materieel '40, te rijden. In 1952 waren de belangrijkste trajecten naar het noorden en oosten van het land geëlektrificeerd en werden de laatste dieseltreinstellen vervangen door het Materieel '24 (tot 1955) en elektrische treinstellen. Het oudere materieel reed hierbij vooral de stoptreindiensten. De diensten naar Twente en het noorden van het land werden door de modernere treinstellen, Materieel '46 en later voornamelijk Materieel '54 gereden. Vooral in de beginperiode reden er ook getrokken treinen op het traject. Bij het gecombineerd rijden van een groot aantal treinen van en naar Groningen en Leeuwarden was de inzet van treinstellen echter het meest wenselijk.

### Na Spoorslag '70
Met de invoering van het nieuwe intercitynetwerk in 1970 werd een aantal materieeltypen aangewezen om deze diensten te rijden. Het Materieel '54 ging vanaf dat jaar het grootste deel van de intercity's tussen de Randstad, Noord Nederland en Twente rijden. Het Materieel '64 reed vanaf 1970 de stoptreindiensten tussen Utrecht/Amsterdam en Zwolle.
Eind jaren 70 werd speciaal voor de intercitydiensten het nieuwe Intercitymaterieel ontwikkeld. De treinstellen werden voorzien van een zogenaamde doorloopkop, hierdoor werd het voor reizigers en personeel mogelijk om ook tijdens de rit van treinstel te wisselen. Dit was voor de intercitydiensten tussen de Randstad en het noorden en oosten van Nederland gewenst gezien vaak gedeeltes van de trajecten gekoppeld gereden werden. In 1983 werd begonnen met de seriebouw van de treinstellen en tussen 1984 en 1994 namen de Koplopers in etappes de NoordOost-verbindingen over van de oude hondenkoppen. In 1984 werden de meeste treinen tussen Amsterdam en Groningen/Leeuwarden overgenomen. Vanaf 1986 volgden de intercity's tussen Rotterdam/Den Haag en Enschede. Ten slotte verdwenen de laatste hondenkoppen in 1991 uit de intercitydiensten tussen Den Haag/Rotterdam en Groningen/Leeuwarden. Door de invoering van de IC '90 treinen datzelfde jaar, bleven de treinstellen nog enkele jaren op de Centraalspoorweg rijden. De extra treindiensten werden, behalve door het Materieel '54, ook door het ICM, Materieel '64 en met getrokken treinen met Intercity- en Plan W rijtuigen gereden. Later werd het nieuwe Dubbeldeksinterregiomaterieel in deze treindiensten ingezet.
In de zomer van 1996 verdwenen de IC'90 treinen van de Centraalspoorweg en kreeg het ICM weer vrijwel de alleenheerschappij in de intercitydiensten op het traject. In de stoptreindiensten verscheen halverwege de jaren 90 het Dubbeldeksaggloregiomaterieel of DD-AR. De stoptreindiensten werden in 2015 afwisselend door het nieuwere DDZ alsmede het niet gerenoveerde DD-AR materieel gereden. Af en toe duikt enkeldeksmateriaal op in de vorm van Materieel '64 of de SLT.

## Galerij

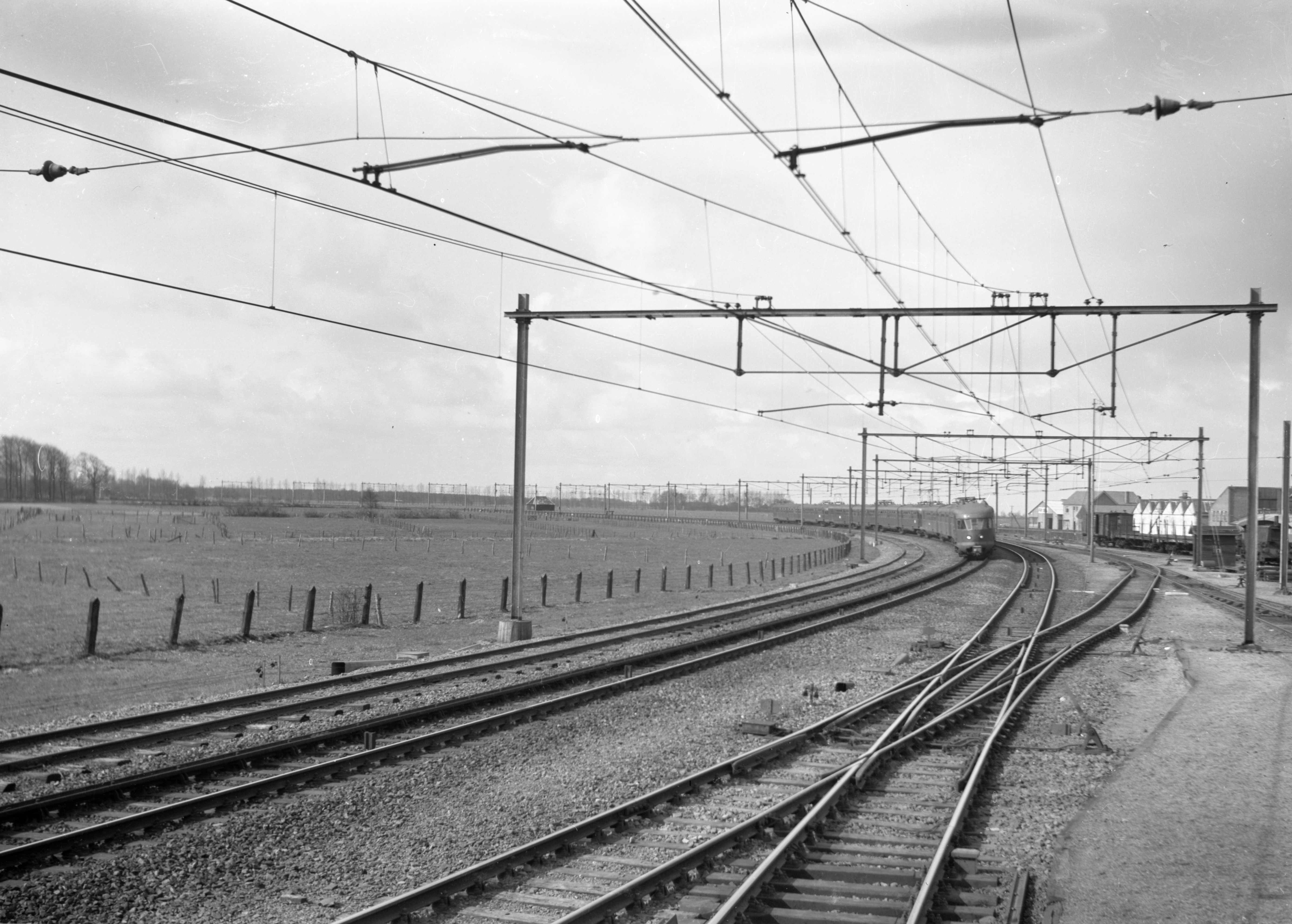
De boog bij Harderwijk
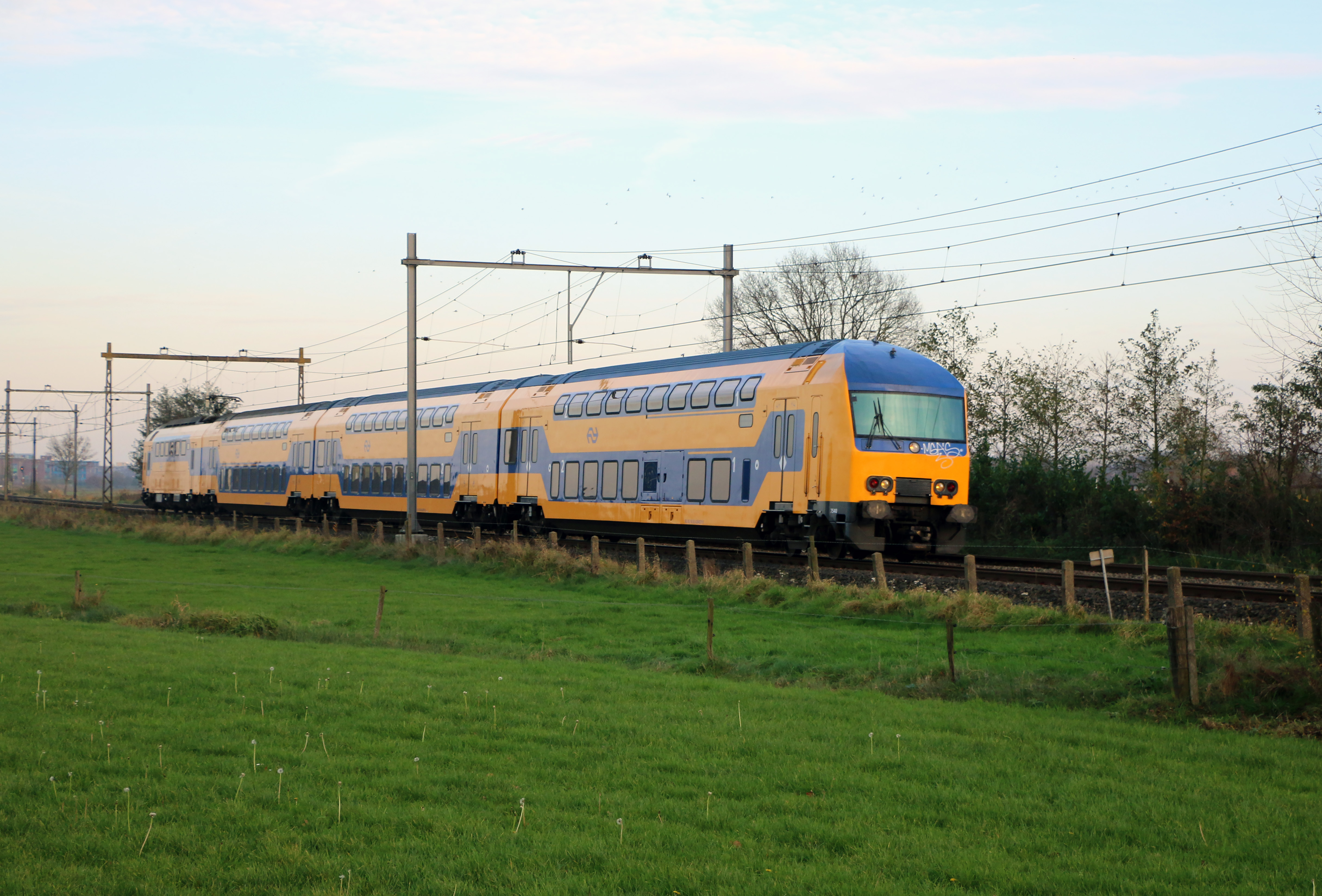
Tussen Nijkerk en Vathorst bij Holkerveen
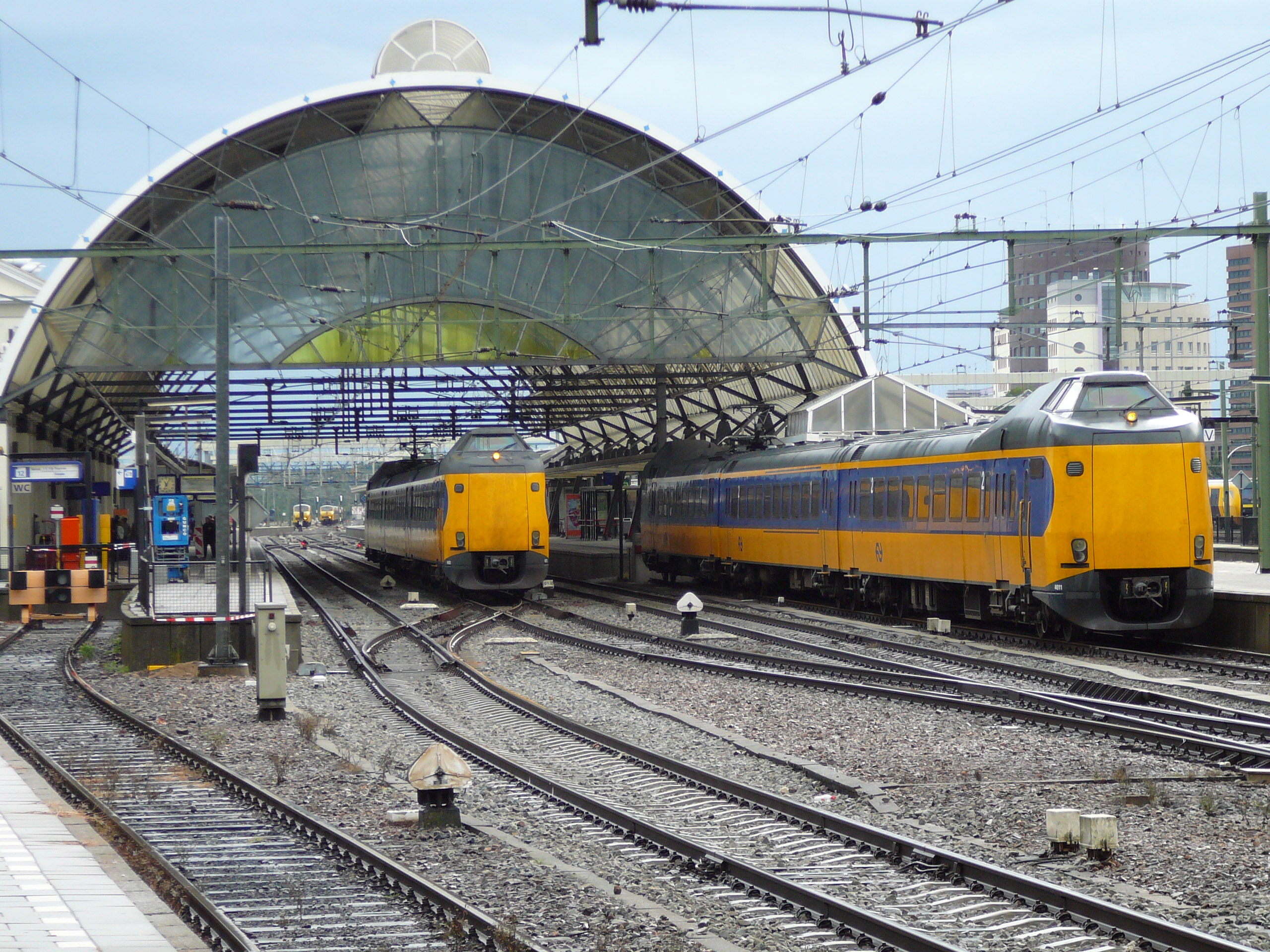
ICMm treinstellen 4012 en 4011 wachten op 1 oktober 2008 in Zwolle op hun volgende inzet. Geheel links ligt het spoor waar doorgaans de treinen naar Kampen aankomen en vertrekken.
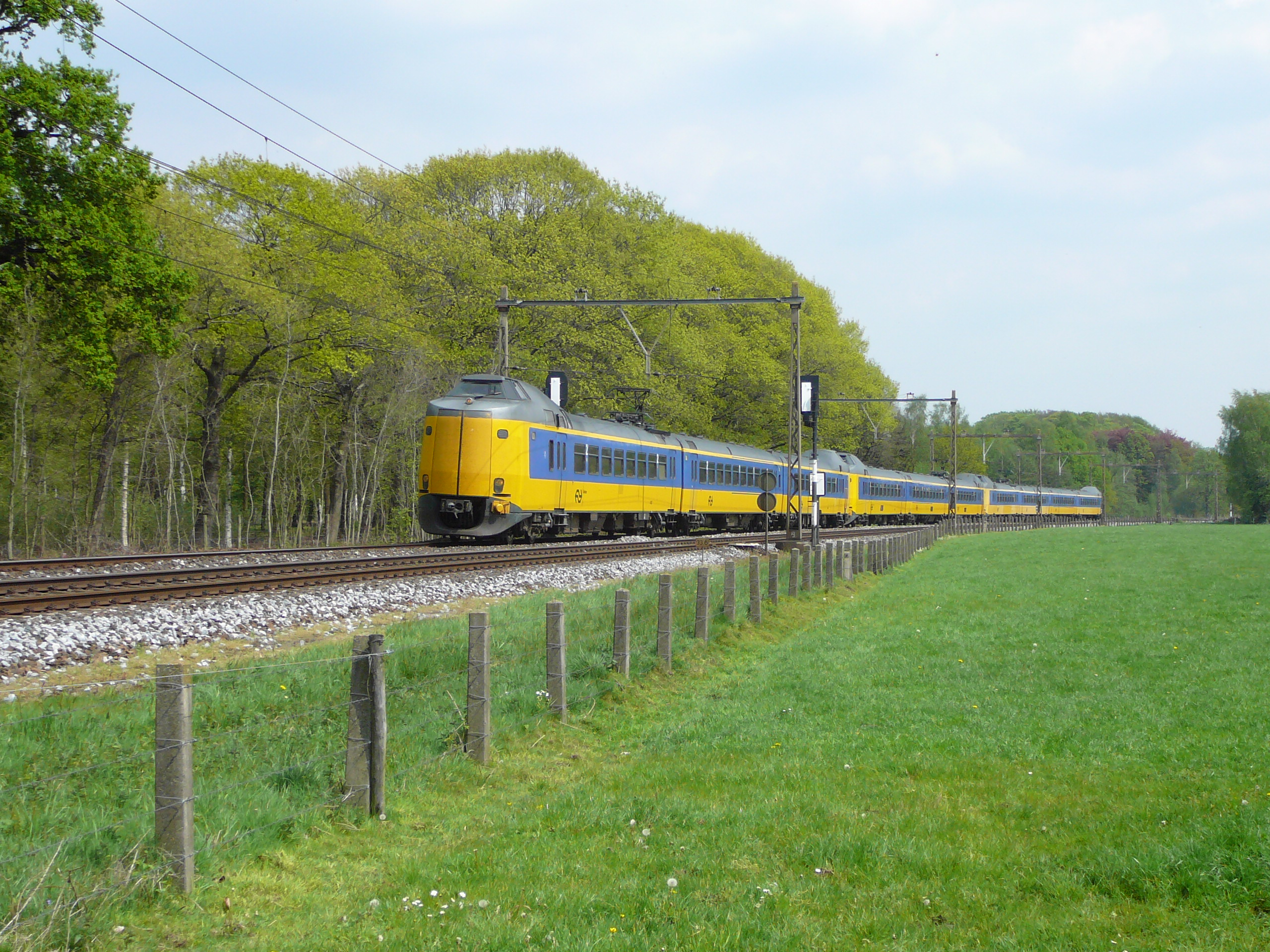
De ICM treinstellen rijden alweer ruim 25 jaar de doorgaande intercity's tussen Noord-Nederland en de Randstad. Op de foto treinstellen 4082, 4093 en 4239 onderweg van Leeuwarden en Groningen naar Schiphol. Nijkerk, 3 mei 2008